# 香山濕地賞蟹步道
24°47′02″N 120°54′54″E / 24.783760°N 120.915117°E

香山濕地賞蟹步道位於新竹市香山區美山里，美山里由中華路一分為二，靠山邊為香山塘，靠海邊則為草納。「納」為「漯」之諧音別字，唸成“lap4”，有腳踩後陷下去之意，特殊的地形景觀提供濕地生物適合的生存環境。賞蟹步道長250公尺，沿著步道可欣賞到數十種螃蟹以及其他濕地生物。步道的弧度和彎度是依據螃蟹出沒的時間與地點設計。 香山夕照亦為清朝文獻記載之「塹南八景」之一。

## 濕地生物
共13種，種類如下
- 弧邊管招潮蟹 (Tubuca arcuata) [4]
  - 別名：大螯仙、大栱仙、大小管仔、弧邊招潮蟹、網紋招潮蟹。
  - 頭胸甲 長：可達2.2公分，寬：可達3.9公分。
  - 棲息在較溼的灘地。

- 北方丑招潮蟹 (Gelasimus borealis ) [4]
  - 別名：大螯仙、北方凹指、北方招潮蟹、黃螯招潮蟹、北方呼喚招潮蟹。
  - 頭胸甲 長：可達2公分，寬：可達3.4公分。
  - 群聚活動，棲息在泥灘地的低潮區。

- 乳白南方招潮 (Austruca lactea) [4]
  - 別名：夯白扇、乳白招潮蟹、白扇招潮蟹、清白招潮蟹。
  - 頭胸甲 長：約1.1公分，寬：約1.9公分。
  - 出沒在較乾的沙質灘地。

- 臺灣旱招潮 (Xeruca formosensis) [4]
  - 別名：大栱蟹、鉸刀剪、臺灣招潮蟹。
  - 頭胸甲 長：可達2.1公分，寬：可達3.4公分。
  - 出沒在黏土質泥灘地高潮區，為臺灣特有種與特有屬。

- 德氏仿厚蟹 (Helicana doerjesi) [4]
  - 別名：青蚶。
  - 頭胸甲 長：可達6公分，寬：可達3.2公分。
  - 棲息在高潮線附近的泥灘地或土堤。

- 短身大眼蟹 (Macrophthalmus abbreviatus) [4]
  - 別名：海婆仔、哨兵蟹。
  - 頭胸甲 長：約1.4公分，寬：可達3.2公分。
  - 在中潮帶偏沙質的淺水區活動，會利用藻類纏在身上做偽裝。

- 萬歲大眼蟹 (Macrophthalmus banzai ) [4]
  - 別名：望潮、布蚵仔、哨兵蟹。
  - 頭胸甲 長：約2.6公分，寬：可達4.0公分。
  - 棲息在低潮線附近的泥灘地。

- 方形大額蟹 (Metopograpsus thukuhar) [4]
  - 別名：土夸大額蟹。
  - 頭胸甲 寬：約2至3公分。
  - 棲息在各種海岸的潮間帶至低潮線附近的石縫中或石塊下。

- 短指和尚蟹 (Mictyris brevidactylus) [4]
  - 別名：兵蟹、海和尚、搗米蟹、珍珠蟹。
  - 頭胸甲 長：可達1.5公分，寬：可達1.5公分。
  - 在軟沙地活動，行進方式為直行，而非一般蟹類的橫行。

- 豆形拳蟹 (Pyrhila pisum) [4]
  - 頭胸甲 寬：約1~2公分。
  - 棲息在潮間帶泥沙質地，行進方式為直行，而非一般蟹類的橫行。。

- 角眼切腹蟹 (Tmethypocoelis ceratophora) [4]
  - 別名：拜佛蟹、切腹蟹、角眼拜佛蟹。
  - 頭胸甲 長：約0.5公分，寬：約0.9公分。
  - 棲息在排水良好的沙泥地。

- 雙扇股窗蟹 (Scopimera bitympana) [4]
  - 別名：噴沙蟹、搗米蟹。
  - 頭胸甲 寬：可達1.4公分。
  - 棲息在沙質較細的潮間帶的沙灘。

- 斯氏沙蟹 (Ocypode stimpsoni) [5]
  - 別名：鬼蟹、屎蟹、沙馬仔、海馬仔、幽靈蟹、痕掌沙蟹。
  - 頭胸甲 寬：可達3.5公分。
  - 棲息在沙岸的潮間帶。

- 彈塗魚 (Periophthalmus modestus) [4]
  - 別名：泥猴、花跳、跳跳魚。
  - 身長約6~7公分。
  - 棲息在厚軟的黏泥洞穴。

- 鱟 (Tachypleus tridentatus) [6]
  - 別名：夫妻魚、鋼盔魚、三刺鱟、中華鱟、中國鱟、小海鱟、東方鱟、日本鱟、馬蹄蟹、鴛鴦蟹。
  - 身長可達60公分。
  - 棲息在沙泥為基質的淺灣。

## 封閉時段
- 每日下午6時至翌日上午9時。[7]
  - 夏日時間每日下午6時30分至翌日上午9時30分。[8]
  - 冬日時間每日下午5時30分至翌日上午8時30分。[8]
- 中央氣象局預報新竹市香山滿潮時間前後2小時。[7]
- 中央氣象局新竹市香山測站觀測風速達6級以上。[7]
- 其他特殊緊急情況或環教推廣需求。[7]
- 配合服務中心每週二休館時間。[7]

## 外部連結
- 新竹市觀光旅遊網 （页面存档备份，存于）
- 國家級香山重要濕地(新竹市濱海野生動物保護區) （页面存档备份，存于）
- 林務局 自然保育網 新竹市濱海野生動物保護區 （页面存档备份，存于）
- 臺灣生命大百科 （页面存档备份，存于）